# Ciência e tecnologia do Ceará

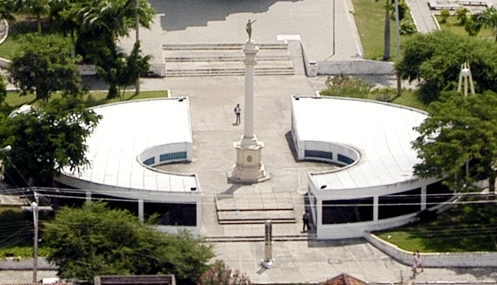
Imagem área de Sobral com vista para a Igreja do Patrocínio e o Museu do Eclipse, importante museu científico do Ceará

A ciência e a tecnologia no Ceará são fomentadas pelo governo estadual através da Fundação Cearense de Apoio ao Desenvolvimento Científico e Tecnológico. A secretaria de ciência e tecnologia do Ceará gerencia ainda a Fundação Cearense de Meteorologia, a Fundação Núcleo de Tecnologia Industrial do Ceará e as universidades estaduais. O Governo federal tem duas unidades da EMBRAPA no estado: Embrapa Agroindústria Tropical em Fortaleza e Embrapa Caprinos e Ovinos em Sobral. Instituições privadas de destaque são o Instituto Atlântico e o Instituto de Tecnologia da Informação e Comunicação.
A principal área de desenvolvimento científico do estado é o Campus do Pici, em Fortaleza, abrigando boa parte dos laboratórios da Universidade Federal do Ceará e outras instituições como o Centro Nacional de Processamento de Alto Desempenho no Nordeste e a sede da rede GigaFOR e vários cursos de pós-graduação. Em todo o estado são ofertados 108 cursos de pós-graduação sendo 69 de mestrado e 29 de doutorado.

## Astronomia
O Ceará tem destaque na história e na pesquisa astronômica do Brasil. O Rádio-observatório Espacial do Nordeste do INPE instalado em Eusébio é o maior radiotelescópio do Brasil. A Sociedade Brasileira dos Amigos da Astronomia (SBAA), com sede em Fortaleza, é uma das principais instituições divulgadoras da astronomia no país.

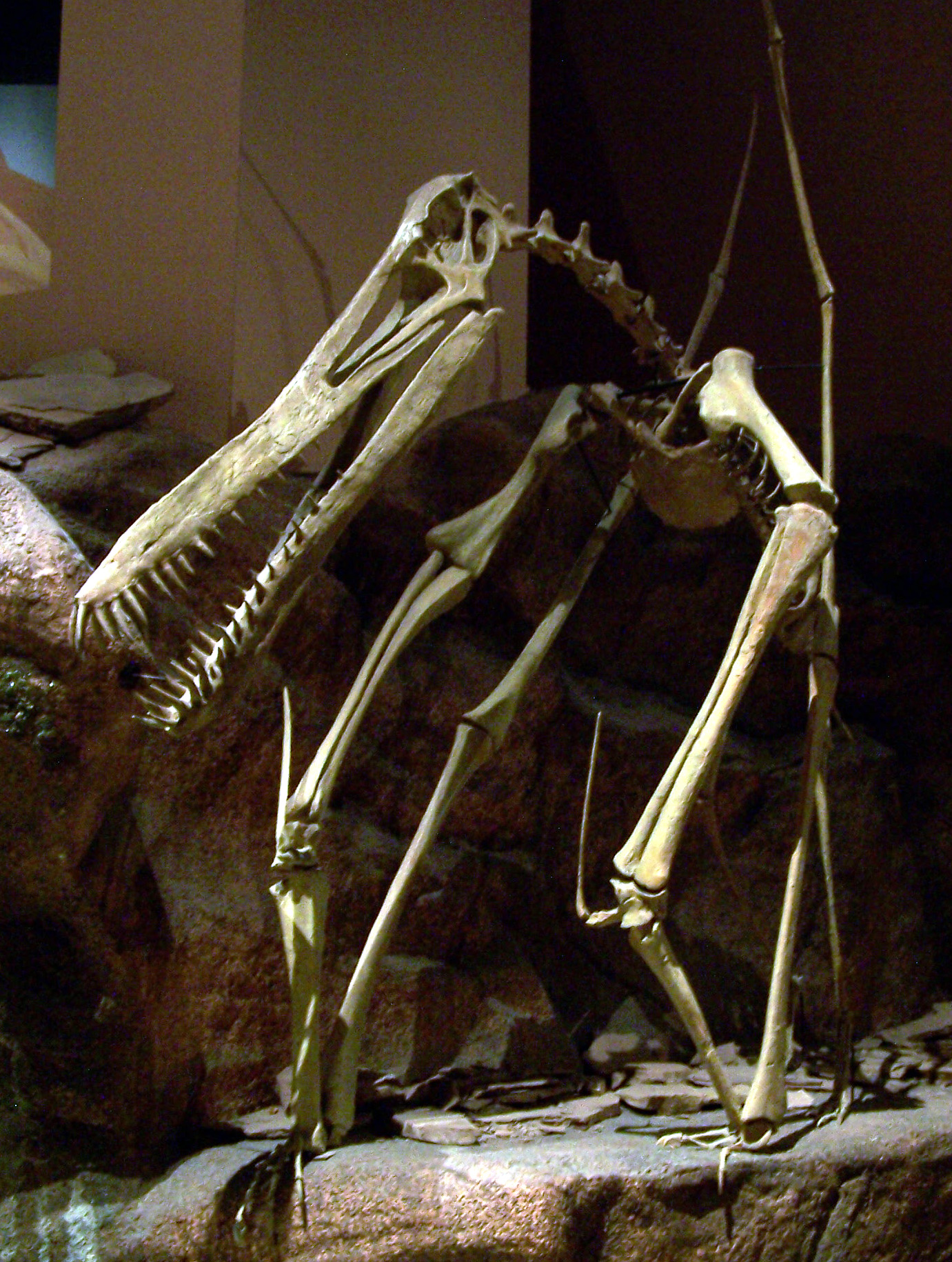
Esqueleto do Anhanguera no "North American Museum of Ancient Life".

Com a chegada da Comissão Científica de Exploração ao estado em 1859, foi instalado em Fortaleza o terceiro observatório astronômico do Brasil, para realizar pesquisas nessa parte setentrional do país.
Em 1919 a Teoria da Relatividade de Albert Einstein foi comprovada por uma equipe de ingleses liderada por Sir Arthur Stanley Eddington que foram a Sobral para observar os fenômenos sobre a luz por meio de telescópios durante um eclipse solar. No exato lugar onde houve as observações foi construído o Museu do Eclipse.
Em 2009, Ano Internacional da Astronomia, o Ceará passou e integrar a Rede Internacional de Centros para Astrofísica Relativística (Icranet). Essa integração visa orientar os cursos de graduação em física das universidades UVA e UECE, respectivamente em Sobral e Fortaleza, para estudos nas áreas de astrofísica, astronomia e criar um programa de pós-graduação específico na UECE.

## Paleontologia
O primeiro registro de fósseis no Brasil se deu com o livro "Viagem pelo Brasil" (Reise in Brasilien), publicado entre 1823 e 1831, relatando a descoberta de um peixe Rhacolepis na atual cidade de Jardim. A bacia sedimentar da Chapada do Araripe conta com uma formação muito rica em fósseis da flora e fauna do Cretáceo, boa parte em excelente estado de preservação, sobretudo na cidade de Santana do Cariri. Os fósseis da região tem sido importantes para comprovar a deriva dos continentes africano e sul-americano.
Nessa área foi estabelecido o Geoparque Araripe, o primeiro do gênero no Hemisfério Sul, visando a proteger sua significativa importância geológica e paleontológica. O trecho mais importante do geoparque é a Formação Santana, que se destaca por conter os primeiros registros de tecidos moles (não ósseos) de pterossauros e tiranossauros do mundo, as primeiras fanerógamas fósseis da América do Sul e várias espécies de peixes fossilizados. As cidades do Crato e Santana do Cariri possuem museus paleontológicos. Especialmente essa última tem realizado esforços para o desenvolvimento do turismo paleontológico na região, e o Museu de Paleontologia da Universidade Regional do Cariri, nela localizado, possui mais de 7 mil fósseis do Cretáceo e recebe mais de 20 mil visitantes anualmente.